# Love Games (Pretty Maids)
Love Games è il terzo EP dei Pretty Maids, uscito nel 1987 per l'Etichetta discografica CBS Records.

## Tracce
Tutte le canzoni sono scritte da Ronnie Atkins e da Ken Hammer.
1. Love Games - 4:14
2. Needles in the Dark - 5:02
3. Yellow Rain - 5:29

## Formazione
- Ronnie Atkins – voce
- Ken Hammer - chitarre
- Allan DeLong - basso
- Phil Moorheed – batteria
- Alan Owen – tastiere